# Azteca merida
Azteca merida är en myrart som beskrevs av John T. Longino 1991. Azteca merida ingår i släktet Azteca och familjen myror. Inga underarter finns listade.